# Río Rarinco
Río Rarinco är ett vattendrag i Chile.   Det ligger i regionen Región del Biobío, i den södra delen av landet, 500 km söder om huvudstaden Santiago de Chile.
Omgivningen kring Río Rarinco består till största delen av jordbruksmark. Området är ganska tätbefolkat, med 120 invånare per kvadratkilometer.